# Microsoft Office
Microsoft Office（マイクロソフト オフィス）は、マイクロソフトの買い切り版のオフィススイートである。
Microsoft Office は、単体ソフトウェアとしては1983年5月にMulti-Tool Wordの名前でXENIX向けに発売されたのが最初で、オフィススイートとして複数のソフトウェアがセットになった状態で発売されたのは1989年6月にMacintosh（Mac）向けが最初である。この時点でWord、Excel、PowerPointが含まれていた。Windows向けに発売したのは1990年10月である。日本語版が用意されたのは、Office for Mac 4.2とOffice 3.0（日本ではOffice 1.0として発売）からである。
現在は日本市場の需要として従来の買い切り方式（一度買うと永年使えるがバージョンアップしたい時は再購入）とサブスクリプション方式（1か月単位で料金を支払わなければならないがバージョンアップは無料）の2種類でサービス提供されている。後者はMicrosoft 365（旧称Office 365）と呼ばれる。

## マイクロソフトの製品

### Microsoft Officeに含まれる製品
Word
ワープロソフト。アウトラインでの作業やテーマの設定などが行える。
Excel
表計算ソフト。マクロ言語によって、表計算ソフトを越えた利用も可能である。
PowerPoint
プレゼンテーション用のソフトウェア。
OneNote
デジタルノート。
Outlook
個人情報管理ソフト。電子メールクライアントとしての機能を備えており、グループウェアの利用も強く意識されている。Mac版はEntourageという名称だったが、Office for Mac 2011からMac版もOutlookに変更された。
Access
データベース・ソフトウェア。Windows版のみ存在し、かつてはMac版としてMicrosoft Fileという製品が存在した。

### Microsoft 365に含まれる製品
以下は買い切り版Microsoft Officeには含まれておらずMicrosoft 365に含まれている。
Sway
Webを利用した、ページレイアウト/プレゼンテーションツール。単体ソフトはWindows版のみ存在するが、MacやモバイルOSのWebブラウザからも利用できる。
OneDrive
WordやExcelなどで作成したドキュメントや写真などを保存できるオンラインストレージサービス。Microsoft 365のサブスクリプションを購入することで、無償版の5GBから100GBや1TBに増やすことができる。
Teams
会議を行ったり、チャットをすることが出来る。
Clipchamp
動画編集
Loop
コラボレーションアプリ
Bookings
スケジュール調整
Planner
タスクと仕事の管理
Visio
作図ソフト

### Microsoft 365に含まれない単体製品
単体製品のみ存在する。
- Project -  工程管理ソフト

### 関連ツール
- Office Input Method Editor - 日本語入力システムであり、Windows 95以降のWindowsに標準添付されているものと少し異なる仕様となっている。

### 以前に存在した製品と機能
- Accounting - 業務会計ソフトウェア。無料版のExpressと有料版のProfessionalが存在する。単体製品のみ存在する。
- PhotoDraw - Office 2000のみに含まれる写真編集。
- Photo Editor - Office XPまで含まれた写真編集。
- Shortcut Bar - Office XPまで含まれたプログラムランチャーソフトウェア。
- Bookshelf Basic - Office XPまで含まれた統合辞書。
- FrontPage - Webオーサリング。Office 2003まで存在した。Office 2007でSharePoint Designerに置き換わった。
- Communicator - プレゼンスの表示およびインスタントメッセージング ツール。
- Microsoft SharePoint - ピアツーピア型ファイル共有ツール。Office 2007までのGrooveを名称変更したものである。
- InfoPath - XML オーサリングツール。
- InterConnect -  電子名刺・情報管理ツール。
- SharePoint Designer - Webオーサリングツール。単体製品のみ存在する。無償ダウンロードが可能。
- Picture Manager - 写真編集。Office 2003からPhoto Editorの置き換えとして搭載。
- Virtual PC - デスクトップ仮想化ソフトウェア。Office 2004 for Macの上位バージョンに含まれた。
- Microsoft クリップ オーガナイザ - クリップアートの整理ツール。
- Document Imaging - スキャナからTIFF形式の画像を読み込み、閲覧するためのツール。OCR機能も付属Document imagwriterは、tiffファイルを作成するための仮想プリンタドライバで、画面を印刷すると透明テキストつきtiffファイルを作成する。
- Live Meeting - Web会議。
- Home Style+ - 家庭向け機能拡張ツール。
- Publisher - デスクトップパブリッシング（DTP）である。Windows版のみ存在した。

## バージョン
製品名はOffice 95より前はバージョンをそのまま名称としていたが、Office 95以降は販売開始された年としている（ただし、Office XPは例外）。また、コードネームは一貫して「Office ＊（＊にはメジャーバージョン番号が入る）」が使われている。Office 95以降の節では見出しにコードネームを用いる。

### Office 95より前のバージョン
| 発売日         | 製品名                                        | 内容                                                                 | 備考                                             |
| -------------- | --------------------------------------------- | -------------------------------------------------------------------- | ------------------------------------------------ |
| 1989年         | Office for Mac                                | Word 4.0, Excel 2.2, PowerPoint 2.01, Mail 1.37                      |                                                  |
| 1990年11月19日 | Office for Windows 1.0                        | Word 1.1, Excel 2.0, PowerPoint 2.0                                  |                                                  |
| 1991年3月4日   | Office for Windows 1.5                        | Word 1.1, Excel 3.0, PowerPoint 2.0                                  |                                                  |
| 1991年         | Office 1.5 for Macintosh                      | Word 4.0, Excel 3.0, PowerPoint 2.01, Mail                           |                                                  |
| 1991年7月8日   | Office for Windows 1.6                        | Word 1.1, Excel 3.0, PowerPoint 2.0, Mail 2.1                        |                                                  |
| 1992年8月30日  | Office for Windows 3.0                        | Word 2.0c, Excel 4.0a, PowerPoint 3.0, Mail                          | 1993年発売のProfessional EditionでAccess 1.1追加 |
| 1992年         | Office 3.0 for Macintosh                      | Word 5.0, Excel 4.0, PowerPoint 3.0 Mail                             |                                                  |
| 1993年6月25日  | Office for Windows 1.0                        | Word 5.0, Excel 4.0                                                  | 日本語版                                         |
| 1994年1月17日  | Office for Windows 4.0                        | Word 6.0, Excel 4.0, PowerPoint 3.0                                  |                                                  |
| 1994年3月10日  | Office for Windows 1.5                        | Word 5.0, Excel 5.0                                                  | 日本語版                                         |
| 1994年6月2日   | Office for Windows 4.3                        | Word 6.0, Excel 5.0, PowerPoint 4.0, Mail 3.2                        | Pro版のみAccess 2.0                              |
| 1994年7月3日   | Office for NT 4.2                             | Word 6.0, Excel 5.0, PowerPoint 4.0, Office Manager                  | Word, Excelは32ビット版                          |
| 1994年         | Office 4.2 for Macintosh                      | Word 6.0, Excel 5.0, PowerPoint 4.0, Mail 3.1                        |                                                  |
| 1994年9月9日   | Office for Windows 4.2                        | Word 6.0, Excel 5.0, PowerPoint 4.0, Mail 3.2                        | 日本語版                                         |
| 1995年4月14日  | Office for Windows 4.3                        | Word 6.0, Excel 5.0, PowerPoint 4.0, Mail 3.2, Access 2.0            | 日本語版                                         |
| 1995年5月26日  | Office 4.2 for Macintosh                      | Word 6.0, Excel 5.0, PowerPoint 4.0, Mail 3.1                        | 日本語版、PowerPointは7月出荷                    |
| 1997年2月28日  | Office 4.2 for Macintosh 漢字Talk 7.5.3対応版 | Word 6.0, Excel 5.0, PowerPoint 4.0, Mail 3.1, Internet Explorer 3.0 | 日本語版                                         |

### Office 7
Office for Windows 95（Office 95）
英語版は1995年8月24日、日本語版は11月23日に発売。最初の完全な 32ビット版Microsoft Officeであり、Windows 95と同日に発売された。Microsoft Binderを含んだ。Windows版のバージョン番号が統一された。

### Office 8
Office 97
英語版は1996年11月19日に発表、1997年1月16日に発売された。日本語版（Pro）は1997年3月14日に発売。Officeアシスタント機能が含まれた。ユーザーインターフェイスがコマンドバーに変更された。Office製品にOutlookとPublisherが加わった。日本と韓国のみMicrosoft Office 97 Powered by Word 98も発売され、Word 98とMicrosoft IME 98などに置き換わっている。Windows NT 3.51で利用可能な最後のバージョンである。
2002年2月でサポートが終了している。
Office 98 Macintosh Edition
日本語版は1998年9月4日に発売。Mac向けでは、このバージョンでバージョン番号が統一された。Internet Explorer 4.0 for MacとOutlook Express 4.0がバンドルされた。
2003年6月でサポートが終了している。

### Office 9
Office 2000
英語版は1999年6月7日、日本語版は7月9日に発売。マクロにデジタル署名を組み込めるようになり、強制終了した際のファイルの修復機能を含んだ。多言語フォントを含むようになり、さらには一部でライセンス認証を実装した。Office製品には、Project、PhotoDraw、FrontPageが新たに加わったが、Binderがこのバージョンを最後に含まれなくなった。また、Windows 95で利用可能な最後のバージョンである。
2009年7月でサポートが終了している。
Office 2001 for Mac
日本語版は2000年10月16日に発売。Classic Macに対応した最後のバージョンで、Office v.X発売後も併売された。Entourageが含まれたが、Microsoft Exchangeへの対応のためMicrosoft Outlook 2001 for Macも提供された。MS ゴシックとMS 明朝が含まれた。
2005年12月でサポートが終了している。

### Office 10
Office XP（Version 2002）
英語版は2001年5月31日、日本語版は6月8日に発売。Windows XPと合わせるように名称が変更された。Safe Mode機能を実装した。日本語版でライセンス認証が要求される最初のバージョンである。入力ミスのためのスマートタグ機能、手書き文字認識や音声認識に対応した。標準でウィンドウ内の右側に作業ウィンドウが設けられた。Office製品にVisioが加わった。また、Windows 98、MeおよびNT 4.0で利用できる最後のバージョンのOfficeである。
2011年7月13日限りでサポートが終了している。
Office v. X for Mac
日本語版は2002年1月25日に発売。Mac OS X v10.1に対応した最初のバージョン。EntourageがMicrosoft Exchangeクライアントに対応した。
2007年1月9日限りでサポートが終了している。

### Office 11
Microsoft Office System 2003
ボリュームライセンス品は英語版、日本語版とも2003年9月1日に発売。パッケージ品は英語版が2003年10月21日、日本語版が10月24日に発売。Office製品にOneNote、InfoPath、InterConnectが加わった。XMLドキュメントに対応した。また、メニューバー&ツールバーUI搭載の最後のバージョンであるほか、Windows 2000で利用可能な最後のバージョンである。
2014年4月9日にサポートが終了した。保証はされていないが、Windows 10でもインストールおよび動作は可能である。
Office 2004 for Mac
2004年6月18日発売。MS PゴシックおよびMS P明朝が含まれた。Office 2004 for Mac Professional EditionにはMicrosoft Virtual PC 2004とWindowsのライセンスがセットで含まれた。
2012年1月10日限りでサポートが終了している。

### Office 12
the 2007 Microsoft Office system（Office 2007）
ボリュームライセンス品は2006年11月30日発売、パッケージ品は2007年1月30日発売。Windows Vistaとの同時発売である。Office製品にGrooveとOffice server製品が加わった。FrontPageを廃止してSharePoint Designerに置き換えられた。Officeアシスタントはこのバージョンから廃止された。一部製品のユーザー インターフェイスがコマンドバーからFluent User Interface（リボン UI）に変更された。配色の制限やExcelのスプレッドシートの制限が緩和されたほか、多くの個所に改良が施された。標準のファイル保存形式がMicrosoft Officeバイナリ ファイル形式からOffice Open XMLファイル形式に変更された。Office 2007 Service Pack 2によりOpenDocument形式の対応、XPSドキュメントとPDFドキュメントの保存に対応した。化粧箱が紙製からVistaのパッケージと同様の素材・様式のプラスチックの箱に変更された。
2017年10月10日にサポート終了。
Office 2008 for Mac
2008年1月16日発売。PowerPC と、新規にIntel Macにネイティブ対応した（同時にPowerPC搭載 Macにとっては最後のバージョンでもある）。Office Open XMLに対応した。
2013年4月9日にサポートが終了した。

### Office 14
バージョン13は忌み数を考慮したため、バージョン14となった。
Office 2010
2010年6月17日発売。日本語版にのみアップグレード版も用意されている。また、初めて64ビットネイティブ版も登場した。Office Web Apps（現・Office Online）は、同年6月15日に提供された。
全製品に Fluent User Interface（リボン UI）が採用され、統一された操作性が提供されるようになった。ファイルメニューが改良され、履歴の参照や印刷プレビューなどの表示が以前よりもわかりやすくなっている。IME 2010 がOfficeの正規ユーザー（Office XP以降）に無償で提供されるようになった。化粧箱がWindows 7のパッケージと同様の素材・様式に改められた。このバージョンから、プリインストール製品の初回起動時にもインストールはされているがプロダクトキーの入力および、ライセンス認証が必須となった（ただし、Office 2000では初回起動時にはCDキーの入力が必要でユーザー登録は任意、前バージョンのOffice Personal 2007 with PowerPoint 2007ではPersonalは初回起動時にはライセンス認証済みとなっているが、PowerPointのみプロダクトキーの入力とライセンス認証が必要だったほか、Office Personal 2007 2年間ライセンス版でもプロダクトキーの入力とインターネットのみからのライセンス認証が必要だった）。日本以外の国でリリースされたOfficeにはすでにこの仕組みが導入されていたが、本バージョンから日本国内にも導入された。この措置は、その特殊なプロダクトキーをプロダクトキーを確認するソフトを用いて取り出すことや、レジストリのデジタルプロダクトIDの記述をコピーすることによって、無制限にインストールされてしまうという盲点を回避するための変更と思われる。前述の通り前バージョンまでは、メーカーがプリインストール時に、ライセンス認証が不要な（インストールした時点でライセンス認証は完了していますと出る）特殊なプロダクトキーでインストールしていたため、初回起動時は使用許諾契約書の確認のみであった。再インストールの際は、前バージョンまでと同様製品版と同じようにDVDケースの裏に記載されたプロダクトキーを用いてインストールする必要があるため、前バージョンまでと同様ライセンス認証は必須。
Windows XPおよびVistaで利用可能な最後のバージョンである。
2020年10月13日限りでサポート終了している。
Office for Mac 2011
2010年10月27日発売。Office 2008 for Macと比べ動作速度が向上し、Office 2004 for Mac以来となるVBAが復活した。メール、個人情報管理（PIM）ソフトウェアはEntourageからOutlookに置き換えられた。この版よりWindows版と同様にアクティベーションが導入されたが、64ビットネイティブ版は提供されていない。
2015年2月10日の更新プログラム（Version14.4.8）でYosemite（OS X v10.10）に対応した。
2015年10月7日の更新プログラム（Version14.5.6）でEl Capitan（OS X v10.11）に対応した。
2016年1月12日にサポート終了予定だったが、Office 2016 for Macへの移行期間を確保するため、2017年10月10日まで延長された。最終サポートOSはmacOS Sierra（macOS v10.12.6）。

#### Office 365
法人向けにサブスクリプション方式でクラウド機能を強化した「Office 365 Business」として2011年6月28日サービス開始した。個人ユーザー向けのサービス開始は次バージョンにずれ込んでいるため下記参照の事。個人でもOffice 365サービスは付属しないが「Office 365 Business」を主に販売代理店で契約することができる（2018年ごろに家電量販店でも販売開始）。

### Office 15
Office 2013
2013年2月7日より発売開始。日本語版のProfessionalにのみ数量限定でアップグレード版がある。リボンUIは引き続き搭載されるが、ユーザーインターフェイスや各アプリのアイコンがWindows 8のスタイルに合わせてある。Windows 8タッチ対応やクラウド対応の強化が施されており、ほぼどこでも作業が可能となる。「名前を付けて保存」や「開く」の機能改善や簡単になったファイル共有、Excelに新しい関数も追加された。Wordには新しい閲覧モードが追加され、前回終了した位置から文書を開くこともできる。ほかにも、多数の新機能が追加されているが、Windows AeroのAero Peekにてウィンドウ枠のライン表示には非対応となった。化粧箱がWindows 8のパッケージと同様の素材・様式のパッケージとなる。デザインもシンプルとなっている。
Office 2013からライセンス形態が変更され、パッケージ版でも1つのデバイスにのみ使用が許される（当初は異なるPCへのライセンス移管すら認められなかったが、顧客からの反発を受け認めるようになった）。なお日本のみ、パッケージ版1ライセンスにつき2つのデバイスでの使用が認められている。ちなみにボリュームライセンス向けに提供されてきた「Standard」（Office 2010から）や「Professional Plus」のエディションは継続。
また、このバージョンでWindows XPおよびWindows Vistaがそれぞれ非対応となり、さらにインストールに必要なCD-ROMおよびDVD-ROMなどのディスクが同梱されなくなった（一部の大手メーカー製PCのプリインストール版（バンドル版も含む）にも再インストール用DVD-ROMは同梱されない。マイクロソフトの公式サイトにてMicrosoft アカウントを作成後、別途インストール用ファイルをダウンロードした直後にそのままインストール、もしくはダウンロード後にDVD-R、USBメモリ、外付けHDDなどの各種メディアに保存する必要がある。プリインストール版とリテール製品版とも、別途有料でバックアップ用DVDを購入も可能）。プリインストール製品の初回起動時は前バージョンと違いHDDからプロダクトキーを用いてインストール。再インストールの際は、前バージョンまでと違い製品版と同じようにプロダクトキーを用いてダウンロードする必要がある（先述の通り有料のインストール用DVDもある）。
なお「Office 2013」は正式名称ではなく通称である（各エディションには「2013」が正式名称に入る）。
タブレットも含むwith BingにもOffice 2013がプリインストールされている機種もあるが、ARM向けWindows RTには標準で搭載されている（ただし、機能が制限されている）。当初はプレビュー版を搭載し、のちに正式版がリリースされたら、 Windows Updateで無償でアップデートすることができる。
2023年4月11日限りでサポート終了予定。
Office Premium
2014年10月17日より、日本で発売されるPCへのプリインストール専用（OEM版）としてリリースされる日本限定のライセンス形態（機種によりOffice 2016などのOffice Premiumでない製品がプリインストールされたパソコンもあるが、バージョンなどにより初回起動時や再インストールの方法などが違う）。インストールにはインターネットに接続する必要がありバックアップディスクはないが、インストール後はオフラインでも使用可能。
発売時点で最新のOfficeと同じソフトがプリインストールされており、同一のPCを使い続ける限り最新バージョンへのアップグレードが受けられる（アップグレードにはインターネットに接続する必要がある）。機種により（現在はすべての機種に）、OneDrive（1TB）・Skype（60分/月の通話）などの1年間の利用権であるOffice 365サービス（Office Premium搭載パソコン専用）も無料で付属している（更新には1年間延長できるのを別途有料で購入する必要がある）。
2018年をもって新規搭載されるPCはなくなっており、Office 2016に置き換えられている。
Office 365
個人ユーザー向けの「Office 365 Solo」（日本のみのエディションで商用利用も可能）がPremiumと同日の2014年10月17日よりサービス開始した。契約期間は1か月単位と1年単位を選べるようになっている。契約するとプランに応じた最新のOffice製品がサブスクリプション方式として使用できるほか、プランによってはOneDriveの容量が増えたり、一般電話へのSkype通話が月60分使える。1か月（30日）に一度はライセンス認証確認のためインターネットに接続する必要がある。
Office Online（旧・Office Web Apps）
詳細はOffice 365を参照。
Office Mobile
詳細はOffice Mobileを参照。

### Office 2016
Office 2016以降、2021に至るまで内部バージョンは16のまま据え置かれている。
Office 2016
2015年9月23日に発売され、当初は法人向け、および個人向けOffice 365ユーザー契約者向けに対し先行提供される。また、ボリュームライセンス契約を締結しているユーザーは同年10月1日よりボリュームライセンスサービスセンターからOffice 2016をダウンロードすることが可能となる。そして、個人向けの永続ライセンス版のOffice 2016が同年9月30日に発売された（パッケージ版からPOSAカード版に）。
Office 2016でも、インストールするときに必要な「Microsoftアカウント」を取得すれば、オンラインストレージの「OneDrive」を15GB使用できるようになる。
OEM版は個人向けと法人向けとでパッケージが違い、個人向けはネット接続が必要で、バックアップディスク（インストールされているストアアプリ版でなくデスクトップ版）は法人向けと同じくあるが作成のみで購入は不可（個人向けと法人向けの違い個人向けPIPCセットアップ方法個人向けFAQ法人向けPIPCセットアップ方法法人向けFAQ）。なお、以前はディスク注文が可能であったもよう。また、Windows 10 Fall Creators Update以降のOffice 2016がプリインストールモデルでは、デスクトップアプリ版のOffice 2016でなくWindows 10のストアアプリ版のOffice 2016がプリインストールされているモデルもある。
スタンドアロン版の（延長）サポート終了予定は2025年10月14日。
Office 2016 for Mac
2015年9月23日に発売され、Mac版は約5年ぶりのメジャーアップデートとなった。他のプラットフォームと統一されたコードベースとフラットなデザインが特徴で、OneDriveの連携が強化されている。2015年7月にOffice 365契約者向けに提供が開始されており、個人向けの永続ライセンス版が同年9月30日に発売された。
永続ライセンス版は2020年10月13日にサポート終了した（延長サポート対象外）。
2017年6月16日リリースの更新プログラム（Version15.35.0）でmacOS High Sierra（macOS v10.13）に暫定対応した。正式対応は9月12日リリースの更新プログラム（Version15.38.0）以降。

### Office 2019
Office 2019
2018年9月24日に発売され、当初は法人向けに先行提供される。一般向けは2019年1月22日に発売された。
Office 2019はWindows、macOSで使用できるOffice 365のオンプレミスバージョンである。定期的なセキュリティと安定性の更新プログラムのみ提供される。
2016までのメインストリーム5年、延長5年、計10年のサポートポリシーが短縮され、メインストリーム5年、延長2年、計7年のサポートとなっている。この関係上、2016と同じく2025年10月14日に全サポートが終了する。

### Office 2021
Office 2021
2021年10月5日に発売された、永続ライセンス版のOfficeである。Windows 11と同日のリリースとなった。
2019よりさらにサポート期間が短縮され、延長サポートは設定されず、メインストリームの5年のみとなった。サポート終了日は2026年10月13日。

### Office 2024
Office 2024
2024年10月1日に発売された、永続ライセンス版のOfficeである。
2021同様、延長サポートは設定されず、メインストリームの5年のみとなった。サポート終了日は2029年10月9日。

### サポート状況
| 凡例： | メインストリームサポート | 延長サポート |

## エディション
|            | Standard | Professional |
| ---------- | -------- | ------------ |
| Word       | Yes      | Yes          |
| Excel      | Yes      | Yes          |
| PowerPoint | Yes      | Yes          |
| Schedule+  | Yes      | Yes          |
| Access     | No       | Yes          |
| Bookshelf  | No       | Yes          |

| \| \| 名称なし[1] \| Personal Business Edition[2] \| Standard Edition[1] \| Small Business Edition[3] \| Small Business Edition v2[3] \| Professional Edition[1] \| Developer Edition[1] \| \| ----------------------- \| ----------- \| ---------------------------- \| ------------------- \| ------------------------- \| ---------------------------- \| ----------------------- \| -------------------- \| \| Word 97 \| Yes \| No \| Yes \| Yes \| Yes \| Yes \| Yes \| \| Excel \| Yes \| Yes \| Yes \| Yes \| Yes \| Yes \| Yes \| \| Outlook 97 \| Yes \| Yes \| Yes \| Yes \| No \| Yes \| Yes \| \| PowerPoint \| No \| No \| Yes \| No \| No \| Yes \| Yes \| \| Access \| No \| No \| No \| Yes \| Yes \| Yes \| Yes \| \| Publisher 97 \| No \| No \| No \| Yes \| No \| No \| No \| \| Developer Tools and SDK \| No \| No \| No \| No \| No \| No \| Yes \| \| Word 98 \| Yes[A] \| Yes \| Yes[A] \| No \| No \| Yes[A] \| Yes[A] \| \| Outlook 98 \| Yes[A] \| No \| Yes[A] \| No \| Yes \| Yes[A] \| Yes[A] \| \| Publisher 98 \| No \| No \| No \| No \| Yes \| No \| No \| - 1 日本と韓国のみ、Powerd by Word 98 も発売された。Word 97 がWord 98 に、Outlook 97がOutlook 98に置き換わっている。 - 2 他に Bookshelf Basic（バージョンにより一部のエディションにも搭載）と、バージョンにより異なるが他社製品のジョルダン乗換案内などが含まれた。Word と家庭向けソフトを収録した Family Package も発売された。 - 3 日本では取り扱っていない。 - A Powerd by Word 98 パッケージに含まれるバージョン。 |             |                              |                     |                           |                              |                         |                      |
| | 名称なし[1] | Personal Business Edition[2] | Standard Edition[1] | Small Business Edition[3] | Small Business Edition v2[3] | Professional Edition[1] | Developer Edition[1] |
| Word 97 | Yes         | No                           | Yes                 | Yes                       | Yes                          | Yes                     | Yes                  |
| Excel | Yes         | Yes                          | Yes                 | Yes                       | Yes                          | Yes                     | Yes                  |
| Outlook 97 | Yes         | Yes                          | Yes                 | Yes                       | No                           | Yes                     | Yes                  |
| PowerPoint | No          | No                           | Yes                 | No                        | No                           | Yes                     | Yes                  |
| Access | No          | No                           | No                  | Yes                       | Yes                          | Yes                     | Yes                  |
| Publisher 97 | No          | No                           | No                  | Yes                       | No                           | No                      | No                   |
| Developer Tools and SDK | No          | No                           | No                  | No                        | No                           | No                      | Yes                  |
| Word 98 | Yes[A]      | Yes                          | Yes[A]              | No                        | No                           | Yes[A]                  | Yes[A]               |
| Outlook 98 | Yes[A]      | No                           | Yes[A]              | No                        | Yes                          | Yes[A]                  | Yes[A]               |
| Publisher 98 | No          | No                           | No                  | No                        | Yes                          | No                      | No                   |

| \| \| Personal \| Standard \| Small Business[1] \| Professional \| Premium \| Developer \| \| ----------------------- \| -------- \| -------- \| ----------------- \| ------------ \| ------- \| --------- \| \| Word \| Yes \| Yes \| Yes \| Yes \| Yes \| Yes \| \| Excel \| Yes \| Yes \| Yes \| Yes \| Yes \| Yes \| \| Outlook \| Yes \| Yes \| Yes \| Yes \| Yes \| Yes \| \| PowerPoint \| No \| Yes \| No \| Yes \| Yes \| Yes \| \| Access \| No \| No \| No \| Yes \| Yes \| Yes \| \| Publisher \| No \| No \| Yes \| Yes \| Yes \| Yes \| \| FrontPage \| No \| No \| No \| No \| Yes \| Yes \| \| PhotoDraw \| No \| No \| No \| No \| Yes \| Yes \| \| Developer Tools and SDK \| No \| No \| No \| No \| No \| Yes \| - 1 日本では扱っていない。 |          |          |                   |              |         |           |
| | Personal | Standard | Small Business[1] | Professional | Premium | Developer |
| Word | Yes      | Yes      | Yes               | Yes          | Yes     | Yes       |
| Excel | Yes      | Yes      | Yes               | Yes          | Yes     | Yes       |
| Outlook | Yes      | Yes      | Yes               | Yes          | Yes     | Yes       |
| PowerPoint | No       | Yes      | No                | Yes          | Yes     | Yes       |
| Access | No       | No       | No                | Yes          | Yes     | Yes       |
| Publisher | No       | No       | Yes               | Yes          | Yes     | Yes       |
| FrontPage | No       | No       | No                | No           | Yes     | Yes       |
| PhotoDraw | No       | No       | No                | No           | Yes     | Yes       |
| Developer Tools and SDK | No       | No       | No                | No           | No      | Yes       |

| \| \| Personal \| Standard \| Small Business[1] \| Professional \| Professional Special Edition \| Professional with FrontPage[2] \| Developer \| \| --------------- \| ----------- \| -------- \| ----------------- \| ------------ \| ---------------------------- \| ------------------------------ \| --------- \| \| Retail & OEM \| Retail & VL \| OEM \| Retail & VL & OEM \| Retail \| VL \| Retail & VL \| \| \| Word \| Yes \| Yes \| Yes \| Yes \| Yes \| Yes \| Yes \| \| Excel \| Yes \| Yes \| Yes \| Yes \| Yes \| Yes \| Yes \| \| Outlook \| Yes \| Yes \| Yes \| Yes \| Yes \| Yes \| Yes \| \| PowerPoint \| No \| Yes \| No \| Yes \| Yes \| Yes \| Yes \| \| Access \| No \| No \| No \| Yes \| Yes \| Yes \| Yes \| \| Publisher \| No \| No \| No \| OEM 向けのみ \| Yes \| Yes \| No \| \| FrontPage \| No \| No \| No \| VL 向けのみ \| No \| Yes \| Yes \| \| Developer Tools \| No \| No \| No \| No \| No \| No \| Yes \| - 1 日本では扱っていない。 - 2 日本でのみ扱っている。 |             |          |                   |              |                              |                                |           |
| | Personal    | Standard | Small Business[1] | Professional | Professional Special Edition | Professional with FrontPage[2] | Developer |
| Retail & OEM | Retail & VL | OEM      | Retail & VL & OEM | Retail       | VL                           | Retail & VL                    |           |
| Word | Yes         | Yes      | Yes               | Yes          | Yes                          | Yes                            | Yes       |
| Excel | Yes         | Yes      | Yes               | Yes          | Yes                          | Yes                            | Yes       |
| Outlook | Yes         | Yes      | Yes               | Yes          | Yes                          | Yes                            | Yes       |
| PowerPoint | No          | Yes      | No                | Yes          | Yes                          | Yes                            | Yes       |
| Access | No          | No       | No                | Yes          | Yes                          | Yes                            | Yes       |
| Publisher | No          | No       | No                | OEM 向けのみ | Yes                          | Yes                            | No        |
| FrontPage | No          | No       | No                | VL 向けのみ  | No                           | Yes                            | Yes       |
| Developer Tools | No          | No       | No                | No           | No                           | No                             | Yes       |

| \| \| Basic Edition[1] \| Student and Teacher Edition[2] \| Standard Edition \| Small Business Edition[2] \| Professional Edition \| Professional Enterprise Edition \| \| ------------ \| ---------------- \| ------------------------------ \| ---------------- \| ------------------------- \| -------------------- \| ------------------------------- \| \| Retail & OEM \| Retail \| Retail & VL \| Retail & VL \| Retail \| VL & OEM \| \| \| Word \| Yes \| Yes \| Yes \| Yes \| Yes \| Yes \| \| Excel \| Yes \| Yes \| Yes \| Yes \| Yes \| Yes \| \| Outlook \| Yes \| Yes \| Yes \| Yes \| Yes \| Yes \| \| PowerPoint \| No \| Yes \| Yes \| Yes \| Yes \| Yes \| \| Publisher \| No \| No \| No \| Yes \| Yes \| Yes \| \| Access \| No \| No \| No \| No \| Yes \| Yes \| \| InfoPath \| No \| No \| No \| No \| No \| Yes \| - 1 日本ではBasic EditionがPersonal Editionとして扱われている。 - 2 日本では扱っていない。 |                  |                                |                  |                           |                      |                                 |
| | Basic Edition[1] | Student and Teacher Edition[2] | Standard Edition | Small Business Edition[2] | Professional Edition | Professional Enterprise Edition |
| Retail & OEM | Retail           | Retail & VL                    | Retail & VL      | Retail                    | VL & OEM             |                                 |
| Word | Yes              | Yes                            | Yes              | Yes                       | Yes                  | Yes                             |
| Excel | Yes              | Yes                            | Yes              | Yes                       | Yes                  | Yes                             |
| Outlook | Yes              | Yes                            | Yes              | Yes                       | Yes                  | Yes                             |
| PowerPoint | No               | Yes                            | Yes              | Yes                       | Yes                  | Yes                             |
| Publisher | No               | No                             | No               | Yes                       | Yes                  | Yes                             |
| Access | No               | No                             | No               | No                        | Yes                  | Yes                             |
| InfoPath | No               | No                             | No               | No                        | No                   | Yes                             |

| \| \| Personal / Basic[1] \| Personal with PowerPoint[2] \| Home and Student[3] \| Standard \| Small Business[3] \| Professional \| Ultimate \| Professional Plus \| Enterprise \| \| ------------ \| ------------------- \| --------------------------- \| ------------------- \| ----------- \| ----------------- \| ------------ \| -------- \| ----------------- \| ---------- \| \| Retail & OEM \| OEM \| Retail \| Retail & VL \| Retail & VL \| Retail & OEM \| Retail \| VL \| VL \| \| \| Word \| Yes \| Yes \| Yes \| Yes \| Yes \| Yes \| Yes \| Yes \| Yes \| \| Excel \| Yes \| Yes \| Yes \| Yes \| Yes \| Yes \| Yes \| Yes \| Yes \| \| Outlook \| Yes \| Yes \| No \| Yes \| Yes \| Yes \| Yes \| Yes \| Yes \| \| PowerPoint \| No \| Yes \| Yes \| Yes \| Yes \| Yes \| Yes \| Yes \| Yes \| \| Publisher \| No \| No \| No \| No \| Yes \| Yes \| Yes \| Yes \| Yes \| \| Access \| No \| No \| No \| No \| No \| Yes \| Yes \| Yes \| Yes \| \| InfoPath \| No \| No \| No \| No \| No \| No \| Yes \| Yes \| Yes \| \| OneNote \| No \| No \| Yes \| No \| No \| No \| Yes \| No \| Yes \| \| Groove \| No \| No \| No \| No \| No \| No \| Yes \| No \| Yes \| \| Communicator \| No \| No \| No \| No \| No \| No \| No \| Yes[4] \| Yes \| - 1 日本ではBasic エディションがPersonal エディションとして扱われている。 - 2 日本でのみ扱われている。 - 3 日本では扱っていない。 - 4 2007年第2四半期以前のパッケージには含まれていない。 |                     |                             |                     |             |                   |              |          |                   |            |
| | Personal / Basic[1] | Personal with PowerPoint[2] | Home and Student[3] | Standard    | Small Business[3] | Professional | Ultimate | Professional Plus | Enterprise |
| Retail & OEM | OEM                 | Retail                      | Retail & VL         | Retail & VL | Retail & OEM      | Retail       | VL       | VL                |            |
| Word | Yes                 | Yes                         | Yes                 | Yes         | Yes               | Yes          | Yes      | Yes               | Yes        |
| Excel | Yes                 | Yes                         | Yes                 | Yes         | Yes               | Yes          | Yes      | Yes               | Yes        |
| Outlook | Yes                 | Yes                         | No                  | Yes         | Yes               | Yes          | Yes      | Yes               | Yes        |
| PowerPoint | No                  | Yes                         | Yes                 | Yes         | Yes               | Yes          | Yes      | Yes               | Yes        |
| Publisher | No                  | No                          | No                  | No          | Yes               | Yes          | Yes      | Yes               | Yes        |
| Access | No                  | No                          | No                  | No          | No                | Yes          | Yes      | Yes               | Yes        |
| InfoPath | No                  | No                          | No                  | No          | No                | No           | Yes      | Yes               | Yes        |
| OneNote | No                  | No                          | Yes                 | No          | No                | No           | Yes      | No                | Yes        |
| Groove | No                  | No                          | No                  | No          | No                | No           | Yes      | No                | Yes        |
| Communicator | No                  | No                          | No                  | No          | No                | No           | No       | Yes[4]            | Yes        |

|                          | Personal           | Home and Business  | Professional       | Standard | Professional Plus |
| ------------------------ | ------------------ | ------------------ | ------------------ | -------- | ----------------- |
| Retail & OEM             | Retail & OEM       | Retail & OEM       | VL                 | VL       |                   |
| Word                     | Yes                | Yes                | Yes                | Yes      | Yes               |
| Excel                    | Yes                | Yes                | Yes                | Yes      | Yes               |
| PowerPoint               | No                 | Yes                | Yes                | Yes      | Yes               |
| Outlook                  | Yes                | Yes                | Yes                | Yes      | Yes               |
| OneNote                  | No                 | Yes                | Yes                | Yes      | Yes               |
| Access                   | No                 | No                 | Yes                | No       | Yes               |
| Publisher                | No                 | No                 | Yes                | Yes      | Yes               |
| InfoPath                 | No                 | No                 | No                 | No       | Yes               |
| SharePoint WorkSpace     | No                 | No                 | No                 | No       | Yes               |
| Business Contact Manager | No                 | No                 | No                 | Yes      | Yes               |
| Communicator             | No                 | No                 | No                 | No       | Yes               |
| Office Web Apps          | Yes (Windows Live) | Yes (Windows Live) | Yes (Windows Live) | Yes      | Yes               |

| \| \| Home & Student[1] \| Personal[2] \| Home & Business \| Professional \| Standard \| Professional Plus \| RT \| \| --------------- \| ------------------ \| ------------------ \| ------------------ \| ------------------ \| -------- \| ------------------- \| ------- \| \| Retail & OEM \| Retail & OEM \| Retail & OEM \| Retail & OEM \| VL[3] \| VL[3] \| Windows RT 標準搭載 \| \| \| Word \| Yes \| Yes \| Yes \| Yes \| Yes \| Yes \| Yes \| \| Excel \| Yes \| Yes \| Yes \| Yes \| Yes \| Yes \| Yes \| \| PowerPoint \| Yes \| No \| Yes \| Yes \| Yes \| Yes \| Yes \| \| Outlook \| No \| Yes \| Yes \| Yes \| Yes \| Yes \| 8.1以降 \| \| OneNote \| Yes \| No \| Yes \| Yes \| Yes \| Yes \| Yes \| \| Access \| No \| No \| No \| Yes \| No \| Yes \| No \| \| Publisher \| No \| No \| No \| Yes \| Yes \| Yes \| No \| \| InfoPath \| No \| No \| No \| No \| No \| Yes \| No \| \| Lync \| No \| No \| No \| No \| No \| Yes \| No \| \| Office Web Apps \| Yes (Windows Live) \| Yes (Windows Live) \| Yes (Windows Live) \| Yes (Windows Live) \| Yes \| Yes \| Yes \| - 1 日本では扱っていない。 - 2 日本でのみ扱っている。 - 3 ボリューム ライセンスで提供される Office 統合製品の比較 |                    |                    |                    |                    |          |                     |         |
| | Home & Student[1]  | Personal[2]        | Home & Business    | Professional       | Standard | Professional Plus   | RT      |
| Retail & OEM | Retail & OEM       | Retail & OEM       | Retail & OEM       | VL[3]              | VL[3]    | Windows RT 標準搭載 |         |
| Word | Yes                | Yes                | Yes                | Yes                | Yes      | Yes                 | Yes     |
| Excel | Yes                | Yes                | Yes                | Yes                | Yes      | Yes                 | Yes     |
| PowerPoint | Yes                | No                 | Yes                | Yes                | Yes      | Yes                 | Yes     |
| Outlook | No                 | Yes                | Yes                | Yes                | Yes      | Yes                 | 8.1以降 |
| OneNote | Yes                | No                 | Yes                | Yes                | Yes      | Yes                 | Yes     |
| Access | No                 | No                 | No                 | Yes                | No       | Yes                 | No      |
| Publisher | No                 | No                 | No                 | Yes                | Yes      | Yes                 | No      |
| InfoPath | No                 | No                 | No                 | No                 | No       | Yes                 | No      |
| Lync | No                 | No                 | No                 | No                 | No       | Yes                 | No      |
| Office Web Apps | Yes (Windows Live) | Yes (Windows Live) | Yes (Windows Live) | Yes (Windows Live) | Yes      | Yes                 | Yes     |

| \| \| Personal \| Home & Business (Win/Mac) \| Professional[1] \| Home & Student for Mac \| Academic for Mac \| \| ---------- \| -------- \| ------------------------- \| --------------- \| ---------------------- \| ---------------- \| \| Word \| Yes \| Yes \| Yes \| Yes \| Yes \| \| Excel \| Yes \| Yes \| Yes \| Yes \| Yes \| \| PowerPoint \| No \| Yes \| Yes \| Yes \| Yes \| \| OneNote[2] \| No \| Yes \| Yes \| Yes \| Yes \| \| Outlook \| Yes \| Yes \| Yes \| No \| Yes \| \| Access \| No \| No \| Yes \| No \| No \| \| Publisher \| No \| No \| Yes \| No \| No \| - 1 同一の構成のProfessional Academicが存在する。 - 2 OneNote 2019はリリースされず、Office 2019にはOneNote 2016が含まれている。 |          |                           |                 |                        |                  |
| | Personal | Home & Business (Win/Mac) | Professional[1] | Home & Student for Mac | Academic for Mac |
| Word | Yes      | Yes                       | Yes             | Yes                    | Yes              |
| Excel | Yes      | Yes                       | Yes             | Yes                    | Yes              |
| PowerPoint | No       | Yes                       | Yes             | Yes                    | Yes              |
| OneNote[2] | No       | Yes                       | Yes             | Yes                    | Yes              |
| Outlook | Yes      | Yes                       | Yes             | No                     | Yes              |
| Access | No       | No                        | Yes             | No                     | No               |
| Publisher | No       | No                        | Yes             | No                     | No               |

|            | Home | Home & Business | LTSC Standard | LTSC Professional Plus (Winのみ) |
| ---------- | ---- | --------------- | ------------- | -------------------------------- |
| Word       | Yes  | Yes             | Yes           | Yes                              |
| Excel      | Yes  | Yes             | Yes           | Yes                              |
| PowerPoint | Yes  | Yes             | Yes           | Yes                              |
| OneNote    | Yes  | Yes             | Yes           | Yes                              |
| Outlook    | No   | Yes             | Yes           | Yes                              |
| Access     | No   | No              | No            | Yes                              |

## Linuxへの対応
Microsoftはこの製品のLinux版を提供していないため、Linux上でMicrosoft Officeを動作させるには、Wineが必要になる。2016年12月現在、Office 2013（32bit）およびそれ以前のバージョンはおおむね動作する。Office2016（32bit）も大幅に改善している。しかしながら、Wineの以前のバージョンでないとインストーラすら動作しない場合があるほか、また.NETなどの他のWindowsのソフトウェアも一緒にインストールする必要がある場合が多い。手っ取り早くこの問題に対処するには、PlayOnLinuxを用いて、開発者により良好な動作が確認されたインストールの手順を自動的に再現させる方法がある。このほか、SharePoint Designerなど、利用者の少ないアプリケーションにはそもそも動作確認がほとんどされていないものもあるので注意が必要。Microsoft Officeの64Bit版（バージョン・エディション問わず）をLinux上でインストールならびに動作させる方法は2016年12月現在、対応するバージョンのWindowsのライセンスを取得して、 Windows仮想マシンにWindowsをインストールするしかない。

## ライセンス形態
これらの各種ソフトウェアをそれぞれのエディション、つまり製品世代で組み合わせて「オフィススイート製品」として販売している。単体パッケージでも販売されている。一部のソフトウェアは単体パッケージのみ、あるいはボリュームライセンスのみのために、Office 2013の最上位エディションであるProfessionalでもアプリケーション単体のパッケージを追加で買わないかぎり、Microsoft Officeのアプリケーションが全種類揃うことはない。

### リテール版
ソフトウェア単独や統合製品として小売されているリテールパッケージ版には、新規購入パッケージと、旧バージョンや現行バージョンを含む単体パッケージやプリインストール（OEM版）からのアップグレード版パッケージの2つが提供されている。
アップグレード版の場合は、アップグレードと同時に下位エディションから上位エディションに変更することもできる。たとえばOffice 2003 PersonalからOffice Professional 2010へのアップグレードも可能である。
場合によっては、新規パッケージを購入するよりも、アップグレードの対象となる安価な単体製品とアップグレード版を購入した方が安い場合も生じる。なお、譲渡については原則1回のみ可能。アップグレード版の場合は、アップグレードの対象となる製品も合わせて譲渡しなければならない規定となっている。
Office 2016以降は（Office 365が始まったため）アップグレード版は販売されていない。

#### アカデミック版
製品版の一部のエディションではアカデミック版が設定されている。Office 2013ではProfessionalのみに設定されており、一般の製品版同様、新規購入パッケージとアップグレード版パッケージがある。購入は一般的なアカデミック版と同様で、教員や学生であることを証明する書類を提示したり、FAXで送信することで購入が可能になる。
譲渡は譲渡先がアカデミック対象ユーザーに該当している場合のみ可能。

### プリインストール
プリインストールされている（OEM版）エディションはPersonalが過半数であった。 しかし、企業や学校においてプレゼンをする機会が増えてきたため、日本ではOffice 2007においてPersonalにPowerPointを加えたOffice Personal 2007 with PowerPoint 2007が新たなプリインストール専用エディションとして登場した。さらにOffice 2010からはPersonalに替わって、PowerPointのほかにOneNoteが加わったHome and Businessがプリインストールされることが多くなった。こちらはリテール版も設定されている。また、BTOではProfessionalなどの多くのエディションが選択できる場合が多い。
いずれにしても、ソフトのみのリテール版（製品パッケージ版）よりも安く設定されているが、パソコンハードウェア本体に付属するライセンス形態のため、パソコンを譲渡する場合、ハードウェアとセットで譲渡しなければならない規定となっている。
ただし、プリインストールのOfficeを根拠に、別のパソコンへ小売されているアップグレード版のインストールが、元々のパソコンからプリインストール済みのOfficeを削除することを条件に認められており、この場合、ハードウェアとソフトウェアのライセンスは切り離されることになる。

### プリインストール版とリテール版の相違点
プリインストール版は搭載されたパソコンでのみ使用可能であるが、リテール版はあるパソコンで使用しなくなれば、アンインストールした上で新しい別のパソコンで使用することができる。また、Windows用のリテール版ならば、同時使用しないという制限が加わるが、同一個人が所有し利用するパソコンで、かつ一方が携帯用である場合に限り（例・自宅のデスクトップ パソコンと携帯用ノートパソコン、あるいは自宅で使う大型ノートとネットブックを含む携帯用モバイルノート）2台までインストールできる。

## Microsoft Office に関する資格
Microsoft Office に関する資格として、Office 2007に対応したマイクロソフト認定アプリケーションスペシャリスト（Microsoft Certified Application Specialist （略称MCAS））や、Office 2003までのバージョンに対応するMicrosoft Office Specialist（略称MOS）がある。以前はMicrosoft Office User Specialist（略称MOUS）とされていた。

## 製品の特徴

### OS との協調路線
マイクロソフトはOSの販売も行っていることから、Microsoft OfficeはOSの改良にあわせて改良を行ったり、Microsoft Officeによる改良がOSに取り入れられる場合などがある。
Office 2000の改良点であるメニューの優先表示などの機能は、のちに販売されたWindows 2000でも採用された。また、Office 2007から採用されたリボンUIはWindows 7において付属のペイントやワードパッドに導入されるほか、一般のアプリケーションがリボンを搭載できるようAPIの公開が決定している。

### 開発環境との連携
アプリケーション開発者は、Visual Studio Tools for Office（以下VSTO）、Visual BasicおよびVisual C#を使用してOffice 2003以降のアプリケーションを拡張できる。
Visual Studio 2005シリーズの場合はTeam Systemエディションを購入する、MSDNサブスクリプション契約を結ぶ、あるいはVSTOを別途購入する必要があったが、Visual Studio 2008の場合、Professionalエディション以上からVSTOが標準付属するようになっている。VSTOを使用することで、Officeアプリケーション用アドインの作成、リボンUIのカスタマイズなどが行えるようになっている。

### Office アシスタント
Office 97~2003に存在していた機能。

### 競合ソフトとのシェア争い
パーソナルコンピュータ普及初期の1980年代後半から1990年代前半は、マイクロソフトの他に、Apple、ロータス、コーレル、ジャストシステムなどがオフィススイートを開発・供給していた。しかしマイクロソフトのWindows 95のリリースにより、パーソナルコンピュータが職場や一般市民に広く普及した1990年代後半以後は、マイクロソフトのデスクトップOSであるWindowsにMicrosoft Officeをバンドルプリインストールしたパーソナルコンピュータが大量に供給され、市場シェアの面で競合製品を圧倒するようになり、デファクトスタンダードの地位を確立した。
一方で、マイクロソフトはパソコンメーカーに対してバンドル契約にWordとExcelの2本セットでの添付を条件づけていたことがあり、不公正な取引にあたるとして公正取引委員会から注意を受けたことがある。このようなマイクロソフトの販売手法は「マイクロソフトによる独占の問題」でも述べているように、独占禁止法に触れるのではないかとする人々も多く、たびたび裁判沙汰となる。
無料の代替品を作る動きも起き、オープンソースソフトウェアとしてOpenOffice.org・LibreOfficeが登場、官公庁にも導入された。
2010年代頃からオフィススイートへの再参入・新規参入が盛んになり、クラウドサービスで無料または有料サブスクリプションで利用する形式を、Google、Apple、IBM、Zohoなどが開発供給した。
2000年代まではオフィススイートの利用形式は、パーソナルコンピュータにバンドルプリインストールされたオフィススイートを利用する形式が主要な利用形式だったが、2010年代以後は個人としての使用・法人の業務としての利用でも、バンドルプリインストール版の利用と、クラウドサービス版で利用する形式の2種類が主要な利用形式になっている。2015年時点では、クラウドサービス版は、Google、マイクロソフト、Appleが主要な供給者として競合状態であり、デファクトスタンダードは確立していない。